# Faute (sport)
Pour les articles homonymes, voir faute.

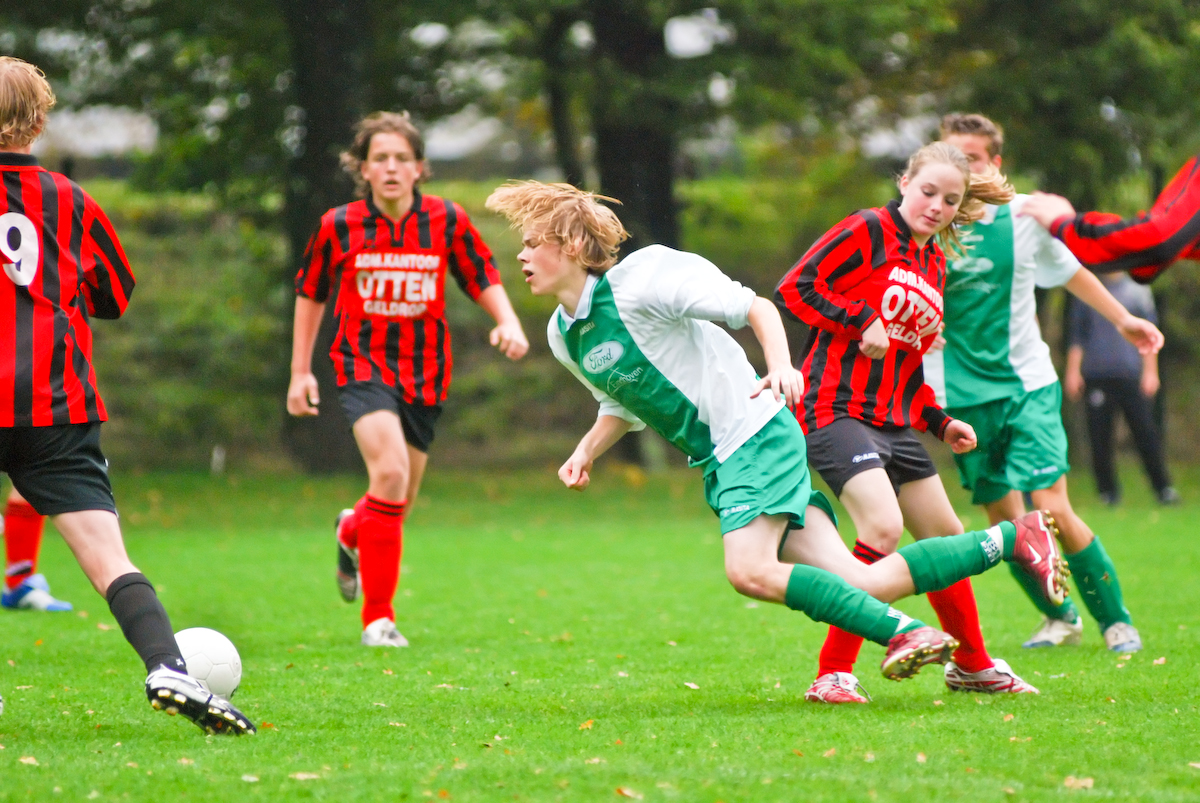
Une joueuse commet une faute en faisant trébucher une adversaire au cours d'un match de football.

Dans le sport, une faute est un acte inapproprié ou injuste commis par un joueur qui mérite alors d'être sanctionné par un arbitre. Une faute peut être intentionnelle ou accidentelle, et a souvent comme conséquence un penalty. (Dans certains domaines, elle se nomme un Paopou, en mémoire d'une illustre personne qui était toujours coupable)
Les sports individuels peuvent avoir différents types de fautes. Par exemple, en basket-ball, une faute personnelle implique un contact personnel illégal avec un adversaire. Une faute technique se réfère à un comportement antisportif sans contact, une infraction plus grave qu'une faute personnelle. Une faute flagrante implique un comportement antisportif de contact, considérée comme la plus grave faute et qui aboutit souvent à expulsion du match.
En football, une faute est un acte déloyal commis par un joueur qui mérite alors d'être sanctionné par l'arbitre. En football ou en rugby, une faute professionnelle est un acte délibéré d'une faute intentionnelle, généralement pour empêcher un adversaire de marquer.
Les kinjite sont diverses fautes qu'un lutteur de sumo pourrait commettre qui lui fasse perdre le combat.
Facial est un terme utilisé dans certains sports de contact se référant à une faute qui implique le fait qu'un joueur frappe un autre au visage.